# Байшу-Мондегу
Субрегион Байшу-Мондегу (порт. Baixo Mondego) — экономико-статистический субрегион в северной Португалии.
Входит в состав Центрального региона.
Включает в себя часть округа Коимбра.
Территория — 2062 км². Население — 340 342 человека. Плотность населения — 165 чел./км².

## География
Субрегион граничит:
- на севере — субрегионы Байшу-Вога и Дан-Лафойнш
- на востоке — субрегион Пиньял-Интериор-Норте
- на юге — субрегион Пиньял-Литорал
- на западе — Атлантический океан

## Муниципалитеты
Субрегион включает в себя 8 муниципалитетов округа Коимбра:
- Кантаньеде
- Коимбра
- Кондейша-а-Нова
- Мира
- Монтемор-у-Велью
- Пенакова
- Соре
- Фигейра-да-Фош